# Suolo soppressivo
Si parla di suoli soppressivi quando in un terreno i fitopatogeni quali funghi o batteri, pur essendo presenti vedono molto ridotta la loro potenza infettiva e la loro virulenza a causa della competizione o dell'antagonismo con altri funghi e batteri non patogeni per gli organismi vegetali. 
Il contrario di un suolo soppressivo è suolo conduttivo in cui invece le patogenesi si manifestano al massimo livello.
Come tecnica colturale si può mischiare suolo soppressivo, anche in piccole percentuali, a suoli conduttivi, in modo da abbassare la patogenicità degli agenti infettivi.